# Лонг, Дэвид (игрок в американский футбол, 1998)
Дэвид Лонг-младший (англ. David Long Jr., 6 февраля 1998, Лос-Анджелес, Калифорния) — профессиональный американский футболист, выступающий на позиции корнербека в клубе НФЛ «Лос-Анджелес Рэмс».

## Биография
Дэвид родился 6 февраля 1998 года в Лос-Анджелесе. Там же он окончил старшую школу Лойола. Лонг планировал продолжить образование и спортивную карьеру в Стэнфорде, но передумал и поступил в Мичиганский университет после личной встречи с тренером его футбольной команды Джимом Харбо.

### Любительская карьера
В составе «Мичиган Волверинс» Лонг дебютировал в сезоне 2016 года, приняв участие в четырёх играх, на месте корнербека и в составе специальных команд. В 2017 году он стал игроком стартового состава и сыграл во всех тринадцати матчах чемпионата. Лучшей для него стала игра с «Мэрилендом», в которой Дэвид после перехвата сделал возврат на 80 ярдов. В 2018 году по итогам опроса тренеров он вошёл в состав сборной звёзд конференции Big-10. Всего за время студенческой карьеры Лонг сыграл в тридцати матчах.

#### Статистика выступлений в NCAA
| Сезон | Команда           | Игры | Захваты | Захваты | Захваты | Захваты | Захваты | Перехваты | Перехваты | Перехваты | Перехваты | Перехваты | Фамблы | Фамблы | Фамблы | Фамблы |
| Сезон | Команда           | Игры | Solo    | Ast     | Tot     | Loss    | Sk      | Int       | Yds       | Y/R       | TD        | PD        | FR     | Yds    | TD     | FF     |
| ----- | ----------------- | ---- | ------- | ------- | ------- | ------- | ------- | --------- | --------- | --------- | --------- | --------- | ------ | ------ | ------ | ------ |
| 2016  | Мичиган Волверинс | 4    | 0       | 0       | 0       | 0,0     | 0,0     | 0         | 0         | 0,0       | 0         | 0         | 0      | 0      | 0      | 0      |
| 2017  | Мичиган Волверинс | 13   | 11      | 9       | 20      | 2,0     | 0,5     | 2         | 105       | 52,5      | 0         | 6         | 0      | 0      | 0      | 0      |
| 2018  | Мичиган Волверинс | 13   | 10      | 7       | 17      | 0,0     | 0,0     | 1         | 15        | 15,0      | 0         | 6         | 0      | 0      | 0      | 0      |
| Всего | Всего             | 30   | 21      | 16      | 37      | 2,0     | 0,5     | 3         | 120       | 40,0      | 0         | 12        | 0      | 0      | 0      | 0      |

### Профессиональная карьера
Аналитик сайта НФЛ Лэнс Зирлейн перед драфтом 2019 года сильными сторонами игрока называл атлетизм и работу ног, хорошую работу против ресиверов на маршрутах, умение распознавать обманные розыгрыши. К минусам Лонга относились невысокий рост, не позволявший эффективно действовать по краям поля, не лучший старт с места, трудности с ловлей мяча в прыжке. Кроме того, указывалось, что эффективность игрока могла сильно зависеть от используемых схем игры. По мнению Зирлейна, Лонг мог быть стать надёжным запасным, а в перспективе вырасти в игрока стартового состава.
На драфте Лонг был выбран клубом «Лос-Анджелес Рэмс» в третьем раунде под общим 79 номером. Контракт с «Рэмс» он подписал в начале июня 2019 года.
В первых шести играх регулярного чемпионата Лонг участия не принимал. Во второй части сезона он стал получать больше игрового времени из-за травм основных корнербеков команды. Всего он сыграл в восьми матчах, сделав десять захватов и сбив две передачи. В защите он появлялся на поле в 108 розыгрышах, ещё 132 Лонг сыграл в составе специальных команд. 

#### Статистика выступлений в НФЛ

##### Регулярный чемпионат
| Сезон | Команда           | Игры | Захваты | Захваты | Захваты | Захваты | Захваты | Перехваты | Перехваты | Перехваты | Перехваты | Перехваты | Фамблы | Фамблы | Фамблы | Фамблы |
| Сезон | Команда           | Игры | Solo    | Ast     | Tot     | Loss    | Sk      | Int       | Yds       | Y/R       | TD        | PD        | FR     | Yds    | TD     | FF     |
| ----- | ----------------- | ---- | ------- | ------- | ------- | ------- | ------- | --------- | --------- | --------- | --------- | --------- | ------ | ------ | ------ | ------ |
| 2019  | Лос-Анджелес Рэмс | 8    | 9       | 1       | 10      | 0       | 0,0     | 0         | 0         | 0,0       | 0         | 2         | 0      | 0      | 0      | 0      |
| Всего | Всего             | 8    | 9       | 1       | 10      | 0       | 0,0     | 0         | 0         | 0,0       | 0         | 2         | 0      | 0      | 0      | 0      |